# Allgemeine Zeitung des Judenthums
 Allgemeine Zeitung des Judenthums  — еженедельный журнал на немецком языке, посвящённый еврейским интересам.

## История
Основан в 1837 году Людвигом Филиппсоном. Издавался сначала в Лейпциге, потом в Берлине.
Существовавшие до него немецко-еврейские журналы, как «Sulamith», «Jedidjah», «Wissenschaftliche Zeitschrift für jüdische Theologie», занимались преимущественно религиозно-научными вопросами и выходили весьма нерегулярно. Журнал Филиппсона является первым периодическим изданием, задавшимся целью знакомить общество с вопросами современной еврейской жизни, и первым вообще политическим органом еврейства.
Первый номер появился 2 мая 1837 года (издательство Баумгертнера в Лейпциге) с подзаголовком «Unparteiisches Organ für alles jüdische Interesse in Betreff von Politik, Religion, Literatur, Geschichte, Sprachkunde und Belletristik». В течение двух лет журнал выходил три раза в неделю с литературным прибавлением (три в месяц), посвящённым литературе и гомилетике.
С 1839 года журнал был преобразован в еженедельник. «Allgemeine Zeitung» никогда никем не субсидировалась.
В 1848 году, когда приостановились почти все еврейские издания, «Allgemeine Zeitung» продолжала обсуждать политические вопросы.
С 1853 года журнал начал выходить с литературным приложением «Jüdisches Volksblatt zur Belehrung und Unterhaltung auf jüdischem Gebiete». Co смертью Филиппсона (1889) редактирование журнала перешло к Густаву Карпелесу; под этой новой редакцией он издавался в Берлине Рудольфом Моссе. Несколько недель спустя после выхода первого номера в Лейдене (Голландия) организовалось общество студентов с целью способствовать распространению журнала. Даже в Польше и России он сразу приобрёл несколько сотен подписчиков. Встреченный весьма сочувственно в культурных кругах Германии, Австрии и Голландии, журнал оказал значительное влияние на развитие иудаизма, особенно в Германии.
Его влиянию можно приписать возникновение раввинской семинарии (Lehranstalt für die Wissenschaft des Judenthums in Berlin), Еврейского издательского общества (Institut zur Förderung der israelitischen Literatur), а также созыв раввинского синода (Лейпциг, 1869). В споре между ортодоксами и свободомыслящими журнал занимал примиряющее положение и отстаивал умеренную историческую реформу. В борьбе за еврейскую эмансипацию «Allgemeine Zeitung» принимала весьма деятельное участие, продолжая дело, начатое Габриелем Риссером.
Журнал оказал также большое влияние на общинную и религиозную жизнь немецких евреев, уделив много внимания реорганизации религиозных учреждений, форм богослужения в синагоге и популяризации еврейской науки во всех её отраслях. Йост в своей «Neuere Geschichte der Israeliten» (III, 149—156), где он посвящал целую главу «Allgemeine Zeitung», находит, что журнал «составляет эпоху (epochemachend) в еврейской истории, как яркое и правдивое отражение жизни всего еврейства». В продолжении первых лет своего существования «Allgemeine Zeitung» насчитывала среди своих сотрудников наиболее выдающихся учёных и писателей, например Габриеля Риссера, Е. Кармоли, И. Л. Залшитца, С. Д. Луццато, Леопольда Цунца, Леопольда Дукеса, Юлиуса Фюрста, Леопольда Лева, Франца Делича, Адольфа Еллинека, Авраама Гейгера и И. M. Йоста.

## О жизни евреев в России
С первого же номера в «Allgemeine Zeitung des Judenthums» стали помещаться сведения о жизни евреев в России; этот материал печатался в виде официальных документов, корреспонденций из русских и заграничных городов, перепечаток из русских и иностранных газет; в более важных случаях событиям еврейской жизни в России посвящались особые статьи; для сосредоточения этих сведений в журнале имелся специальный отдел «Russland und Polen». Как часто появлялись в «Allgemeine Zeitung» сообщения о России, видно из следующего списка соответствующих номеров журнала за 1838 год: № 10, 13, 16, 20, 35, 41, 52, 54, 76, 77, 85, 86, 88, 89, 96, 97, 100, 117, 119, 121, 134, 138, 144 и 155. Сведения относились преимущественно к тяжёлому правовому положению евреев в России и к вопросам их культурной жизни; этот материал был мало использован в русско-еврейской литературе, а между тем он имел несомненную историческую ценность, тем более, что до 60-х годов в России не было еврейских периодических изданий. Особенное значение имеет материал, относящийся к просветительной реформе 40-х годов. Можно сказать, что журнал сыграл даже некоторую роль в этом движении, являясь источником, откуда просвещённые русские евреи черпали сведения о том, что происходило в ту эпоху в России, и вместе с тем служа для русского правительства истолкователем его намерений перед западными евреями. В этом отношении журнал иногда являлся односторонне осведомлённым.
Он ожидал благих последствий от правительственной школьной реформы Николая I. Ещё в 1838 году (№ 16), говоря о законе 1835 года, открывшем евреям доступ во все учебные заведения, журнал неудачно пророчествовал, что этим актом Россия готовится вступить на путь уравнения евреев в правах. К просветительной реформе 40-х годов журнал отнёсся с тем большим интересом, что его редактор сам принял в ней известное участие и был близок с руководителем реформы, Лилиенталем, деятельности которого в Allgemeine Zeitung уделялось особенное внимание (1840, № 23, 37, 46; 1841, № 9). Когда Йост напечатал в «Israelitische Annalen» (1841 год, № 14) вызов кандидатов на учительские должности в предположенных к открытию еврейских школах в России, министерство народного просвещения, имея в виду, что и Филиппсону поручено рекомендовать кандидатов, и опасаясь, что объявление Йоста вызовет неудовольствие Филиппсона или соперничество между ними, предложило Филиппсону напечатать и в «Allgemeint Zeit.» подобный же вызов. Сведения о готовящейся реформе стали появляться в «Allgemeine Zeitung» с начала 1842 года (№ 7, 11, 13 — корреспонденция из Берлина); в том же году Лилиенталь подробно изложил на страницах «Allgemeine Zeitung» (№ 41) ход дела и напечатал инструкцию министра просвещения, которою должен был руководствоваться во время своей поездки по губерниям черты оседлости. Это сообщение Лилиенталя побудило Филиппсона обратиться с благодарственными письмами к Николаю I и министру нар. просвещения Уварову. Однако появление в «Allgemeine Zeitung» известий о реформе, как преждевременное, вызвало неудовольствие Уварова, и Лилиенталю был даже сделан выговор по этому поводу (Рукоп. матер.). О поездке Лилиенталя по черте оседлости и о других обстоятельствах, связанных с реформой, в «Allgemeine Zeitung» появился ряд корреспонденций: в 1842 году, № 45, 48 — обширное письмо из Бердичева; № 49 — приветственный адрес, посланный бердичевскими евреями отцу Лилиенталя, проживавшему в Мюнхене, и корреспонденция из Могилева; № 50 — письмо из Одессы; 1843 год., № 1 — письмо из Одессы, в котором сообщалось о решении местных евреев пригласить Лилиенталя на раввинский пост, приветственный адрес ему и корреспонденция из Херсона; № 2 — сообщение из Кишинёва; № 7 — письменное обращение новороссийского генерал—губернатора Воронцова к одесским евреям после его свидания с Лилиенталем; № 12 — ответное письмо Кремье одесским евреям на их просьбу о приезде в Россию для содействия реформе.
К каждому году журнала был приложен алфавитный указатель статей и корреспонденций по странам, дающий возможность без труда найти материал, касающийся России.